# بوچیا در پارالمپیک تابستانی ۲۰۲۴

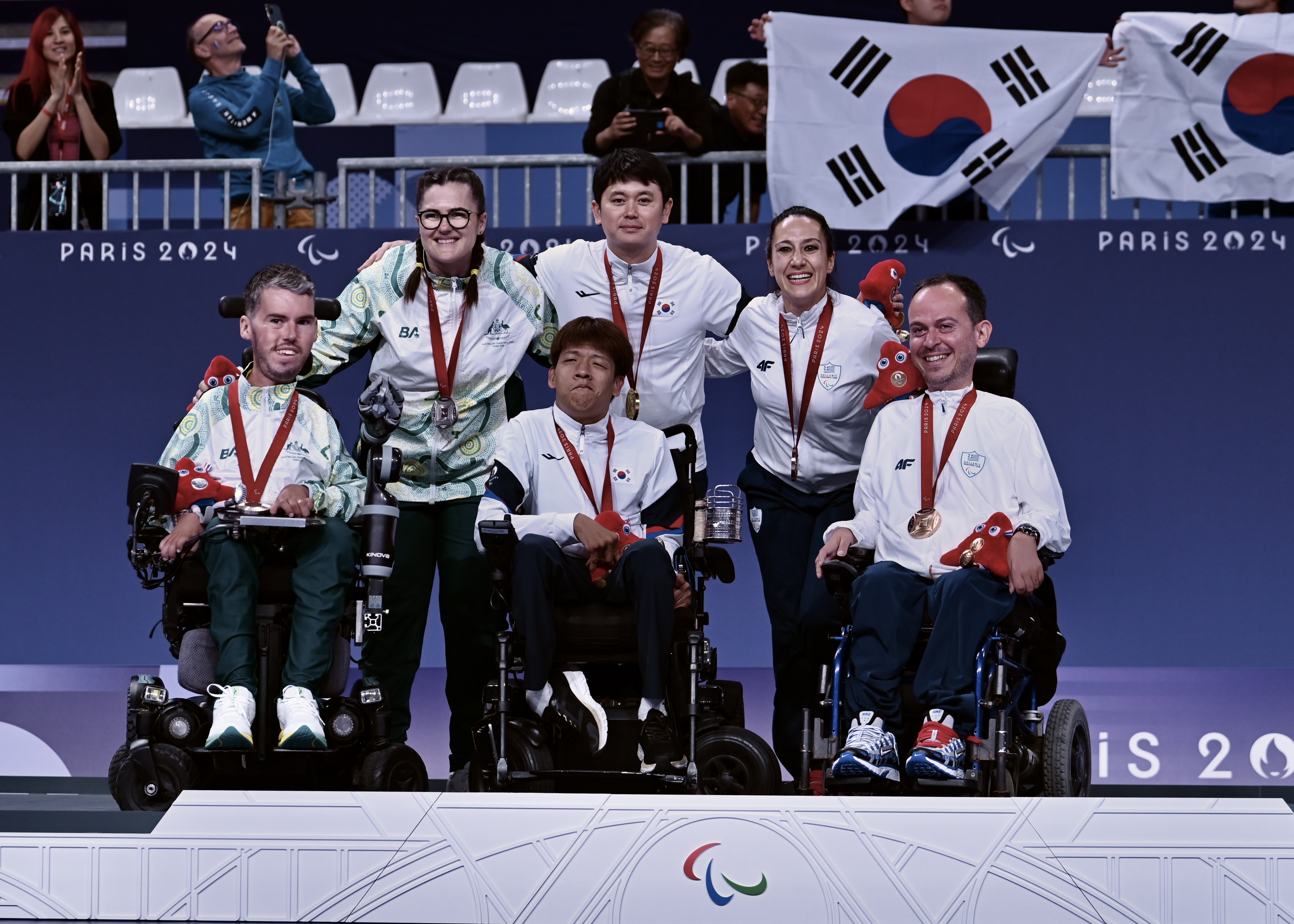
برندگان کلاس BC3 مردان (از چپ به راست): دنیل میشل (استرالیا), جئونگ هو-وون (کره جنوبی) و گریگوری پولیشرونیدیس (یونان)

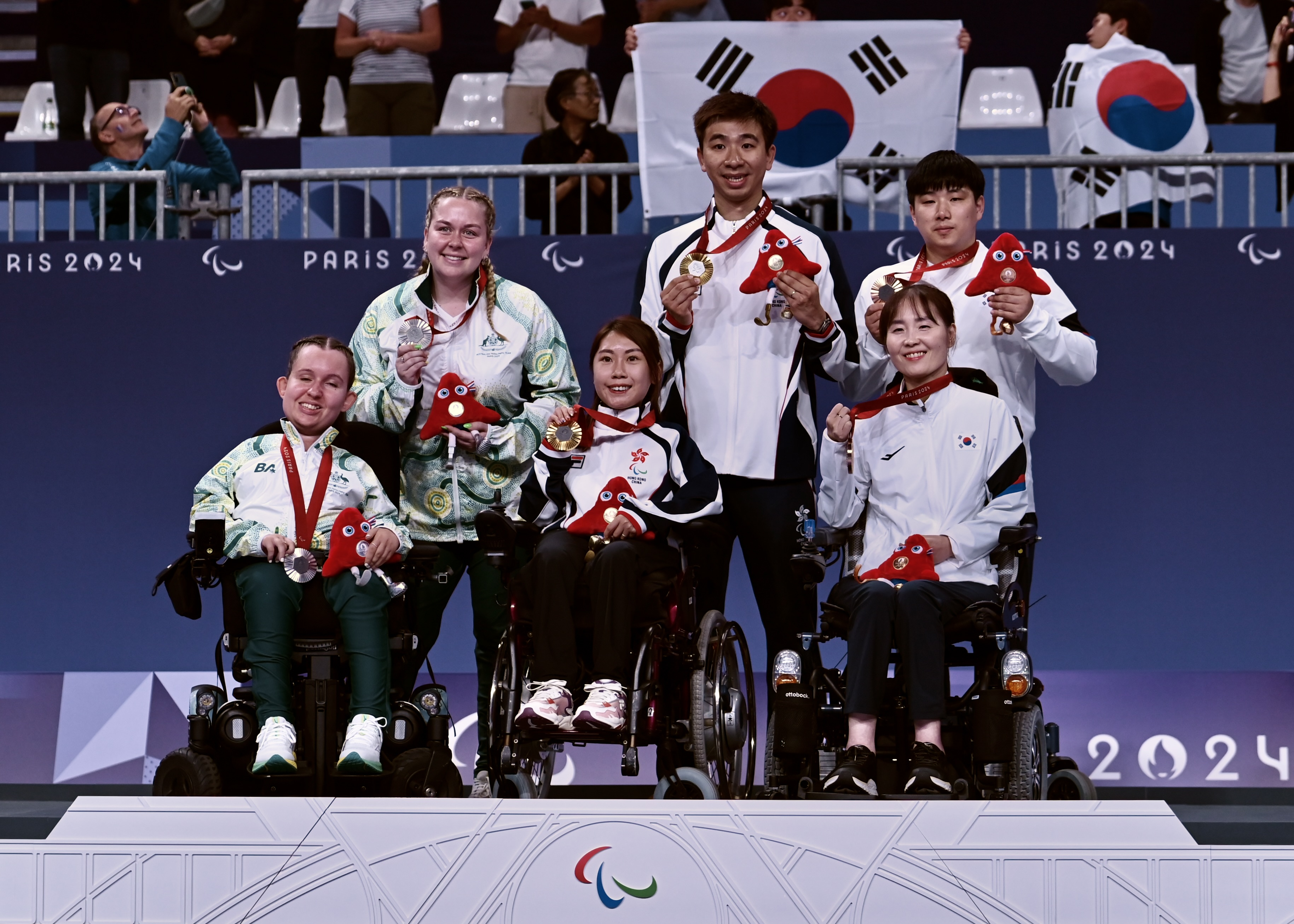
برندگان کلاس BC3 زنان (از چپ به راست): جایسن لسون (استرالیا), هو یئون کی (هنگ کنگ) و کانگ سون-هی (کره جنوبی)

بوچیا (انگلیسی: Boccia at the 2024 Summer Paralympics) یکی از رویدادهای برگزار شده در پارالمپیک تابستانی ۲۰۲۴ بود. این دوره از بازی‌ها از ۲۹ اوت تا ۵ سپتامبر ۲۰۲۴ در پایتخت فرانسه، پاریس برگزار شد. ۱۲۴ ورزشکار (۴۸ نفر در رویداد زنان، ۴۸ نفر در رویداد مران و ۲۸ نفر در رویداد آزاد) جواز حضور در این مسابقات را کسب کردند. این بازی‌ها در ورزشگاه موقت پورت دو ورسای برگزار شد. 
در این دوره برای نخستین بار، رویداد مجزایی برای زنان و مردان در نظر گرفته شده بود. در دوره‌های پیشین، زنان و مردان در قالب یک تیم به رقابت می‌پرداختند. در این دوره،‌ قالب پیشین در بخش تیمی نمود پیدا کرده بود.
روی هم رفته، چهار کلاس کلی برای زنان، چهار کلاس برای مردان، سه کلاس به صورت دونفره (یک مرد و یک زن) و یک کلاس تیمی برگزار شد که تعداد رویدادهای این رشته را به ۱۱ رساند.

## جدول مدال‌ها
جدول زیر به فهرست مدال‌آوران این ورزش در این دوره اشاره دارد. براساس جدول، هنگ کنگ با کسب سه مدال طلا بهترین تیم بود. روی هم رفته یازده رویداد برگزار شد که ۸ کشور توانستند در بخش‌های گوناگون به مدال طلا دست یابند. فرانسه میزبان بازی‌ها تنها یک مدال طلا کسب کرد.
  *   فرانسه
| رتبه           | NPC            | طلا | نقره | برنز | مجموع |
| -------------- | -------------- | --- | ---- | ---- | ----- |
| ۱              | هنگ کنگ        | ۳   | ۲    | ۰    | ۵     |
| ۲              | چین            | ۲   | ۰    | ۰    | ۲     |
| ۳              | کره جنوبی      | ۱   | ۳    | ۱    | ۵     |
| ۴              | کلمبیا         | ۱   | ۱    | ۱    | ۳     |
| ۵              | تایلند         | ۱   | ۰    | ۲    | ۳     |
| ۶              | بریتانیای کبیر | ۱   | ۰    | ۰    | ۱     |
| ۶              | فرانسه*        | ۱   | ۰    | ۰    | ۱     |
| ۶              | پرتغال         | ۱   | ۰    | ۰    | ۱     |
| ۹              | اندونزی        | ۰   | ۲    | ۲    | ۴     |
| ۱۰             | استرالیا       | ۰   | ۲    | ۰    | ۲     |
| ۱۱             | سنگاپور        | ۰   | ۱    | ۰    | ۱     |
| ۱۲             | ژاپن           | ۰   | ۰    | ۲    | ۲     |
| ۱۳             | آرژانتین       | ۰   | ۰    | ۱    | ۱     |
| ۱۳             | اوکراین        | ۰   | ۰    | ۱    | ۱     |
| ۱۳             | یونان          | ۰   | ۰    | ۱    | ۱     |
| مجموع (۱۵ NPC) | مجموع (۱۵ NPC) | ۱۱  | ۱۱   | ۱۱   | ۳۳    |